# Craig Noone
Craig Stephen Noone (ur. 17 listopada 1987) – angielski piłkarz, który występował na pozycji skrzydłowego.
W swojej karierze występował m.in. w takich klubach jak: Cardiff City, Brighton & Hove Albion, Bolton Wanderers czy Melbourne City.